# Бойко, Иван Фёдорович
Иван Фёдорович Бойко (20 июня 1912, Нежин, Российская империя — 24 апреля 1995, Москва, Россия) — советский офицер-танкист, участник Великой Отечественной войны. Почётный гражданин города Магадана.
В годы Великой Отечественной войны вместе с женой Александрой Леонтьевной внесли из своих сбережений в Фонд обороны 50 тысяч рублей на постройку танка для Красной Армии и были направлены на фронт в составе экипажа тяжёлого танка ИС-2 «Колыма»: Александра была назначена его командиром, а Иван — механиком-водителем.

## Биография

### Ранние годы
Родился 20 июня 1912 года в городе Нежин (ныне Черниговская область, Украина). Украинец. С 1927 по 1933 год работал слесарем-комбайнёром на Украине, затем служил в Военно-Морском Флоте на Дальнем Востоке.
После демобилизации, в 1938 году переехал из Владивостока в город Магадан, где работал шофёром на Магаданской автобазе № 6 по февраль 1943 года. В первый же год молодого парня избрали делегатом V Всеколымской конференции комсомола. Как лучший шофёр в 1941 году был отмечен знаком «Отличник-дальстроевец».
В конце 1940 года женился на Александре Леонтьевне Моришевой, контролёре-комплектовщике в тресте «Колымснаб», которая приехала в Магадан в том же году из Башкирии на заработки.

### Механик-водитель тяжёлого танка
…мы, муж и жена Бойко Иван Федорович и Бойко Александра Леонтьевна, работая на Крайнем Севере, неустанно помогаем Родине перевыполнением производственного плана. Стремясь ещё больше помочь нашей доблестной Красной Армии, на имеющиеся сбережения в размере пятьдесят тысяч рублей мы желаем приобрести танк и на этой же грозной машине собственными руками истреблять проклятых немецко-фашистских оккупантов…
В 1942 году, во время Великой Отечественной войны, И. Ф. Бойко ездил на фронт в составе делегации дальстроевцев с эшелоном подарков для бойцов. Вернувшись из поездки, И. Ф. Бойко был под сильным впечатлением от тяжёлой ситуации на фронте. Молодые люди решили внести из своих сбережений в Фонд обороны 50 тысяч рублей на постройку танка для Красной Армии. В этом же году вступил в ВКП(б). 16 января 1943 года отправили письмо Верховному Главнокомандующему И. В. Сталину с просьбой отправить их на фронт и разрешить им воевать на построенном на свои деньги танке.
10 февраля газета «Советская Колыма» опубликовала их письмо и лаконичную ответную телеграмму: «Благодарю вас, Иван Фёдорович и Александра Леонтьевна, за заботу о Красной Армии. Ваше желание будет исполнено. Примите мой привет, И. Сталин». По приказу начальника Дальстроя И. Ф. Никишова, были освобождены от работы шофёр автобазы № 6 управления автотранспорта И. Ф. Бойко и работница треста «Колымснаб» А. Л. Бойко, направляющиеся добровольцами на фронт.
В ноябре 1943 года по ускоренной программе супруги Бойко окончили Челябинское танковое училище и в звании младших техников-лейтенантов были зачислены в резерв. Снова, в адрес командования им пришлось писать письма и рапорты с просьбой скорейшей отправки на фронт. Лишь в мае 1944 года супруги Бойко были направлены в 48-й отдельный гвардейский тяжёлый танковый полк 5-го танкового корпуса, а в начале июня они получили под Тулой тяжёлый танк ИС-2 № 40356 с надписью «Колыма»: Александра была назначена его командиром, а Иван — механиком-водителем. По некоторым сведениям, внутри башни была прикреплена металлическая табличка с информацией об именном танке.
Боевое крещение приняли в Режицко-Двинской операции. В бою на подступах к местечку Дагда их танк был подбит, но И. Ф. Бойко под огнём натянул гусеницу и ввёл танк в строй. 25 июля 1944 года экипаж танка «Колыма» отличился в боях у деревни Малиновка, где уничтожил один танк «Тигр» и два орудия. В этом бою А. Л. Бойко была легко ранена, а на следующий день был тяжело ранен Иван Фёдорович. Усилиями И. Ф. Бойко за бои 17-26 июля танк «Колыма» не имел ни одной вынужденной остановки и поломки, всё время принимал непосредственное участие в боевых действиях. За этот эпизод И. Ф. Бойко был награждён орденом Красного Знамени, а А. Л. Бойко — орденом Отечественной войны I степени.
По воспоминаниям Маршала Советского Союза А. И. Ерёменко, затем танкисты обошли Даугавпилс, перерезали шоссе и железную дорогу, ведущие на Ригу, и создали условия для штурма города. В ночь на 27 июля советские части внезапным броском вышли на ближайшие подступы к окраинам города. Утром немецкие части попытались контратаковать, но были встречены огнём из засад. В одной из таких засад находился танк супругов Бойко, который своим огнём вывел из строя самоходное орудие противника.
6 августа 1944 года в сводке Совинформбюро сообщалось: «Экипаж танка, где командиром младший техник-лейтенант Александра Бойко и водителем младший техник-лейтенант Иван Бойко, за две недели уничтожил пять танков и два орудия противника.». В одном из боёв экипаж был ранен, а подбитый танк был направлен в другую часть.
Принимал участие в боевых действиях в Прибалтике, Польше и Чехословакии. День победы встретил в Праге.

### Послевоенные годы
После демобилизации вернулся вместе с женой в Магадан, где в течение 7 лет работал заместителем начальника автобазы № 4.
В середине 1950-х годов дороги супругов разошлись, И. Ф. Бойко переехал в Подмосковье. Но они неоднократно встречались с женой на сборах однополчан. А в 1989 году ветераны были приглашены на празднование 50-летия Магадана. В 1991 году удостоен звания почётного гражданина города Магадана.
В 1992 году последний раз побывал в Магадане, где участвовал в торжественных мероприятиях, посвящённых Дню города.
Умер 24 апреля 1995 года в Москве. Похоронен на Ваганьковском кладбище в Москве.

## Награды и звания
Советские государственные награды и звания:
- орден Красного Знамени (5 августа 1944)[4]
- орден Отечественной войны I степени (1 августа 1986)[9]
- орден Красной Звезды
- медали

Почётный гражданин города Магадана (4 декабря 1991 года).

## Память
Личные вещи, фотографии и другие материалы, посвящённые жизни и подвигу И. Ф. Бойко, хранятся в Магаданском областном краеведческом музее.